# Adolf Tortilowicz von Batocki-Friebe

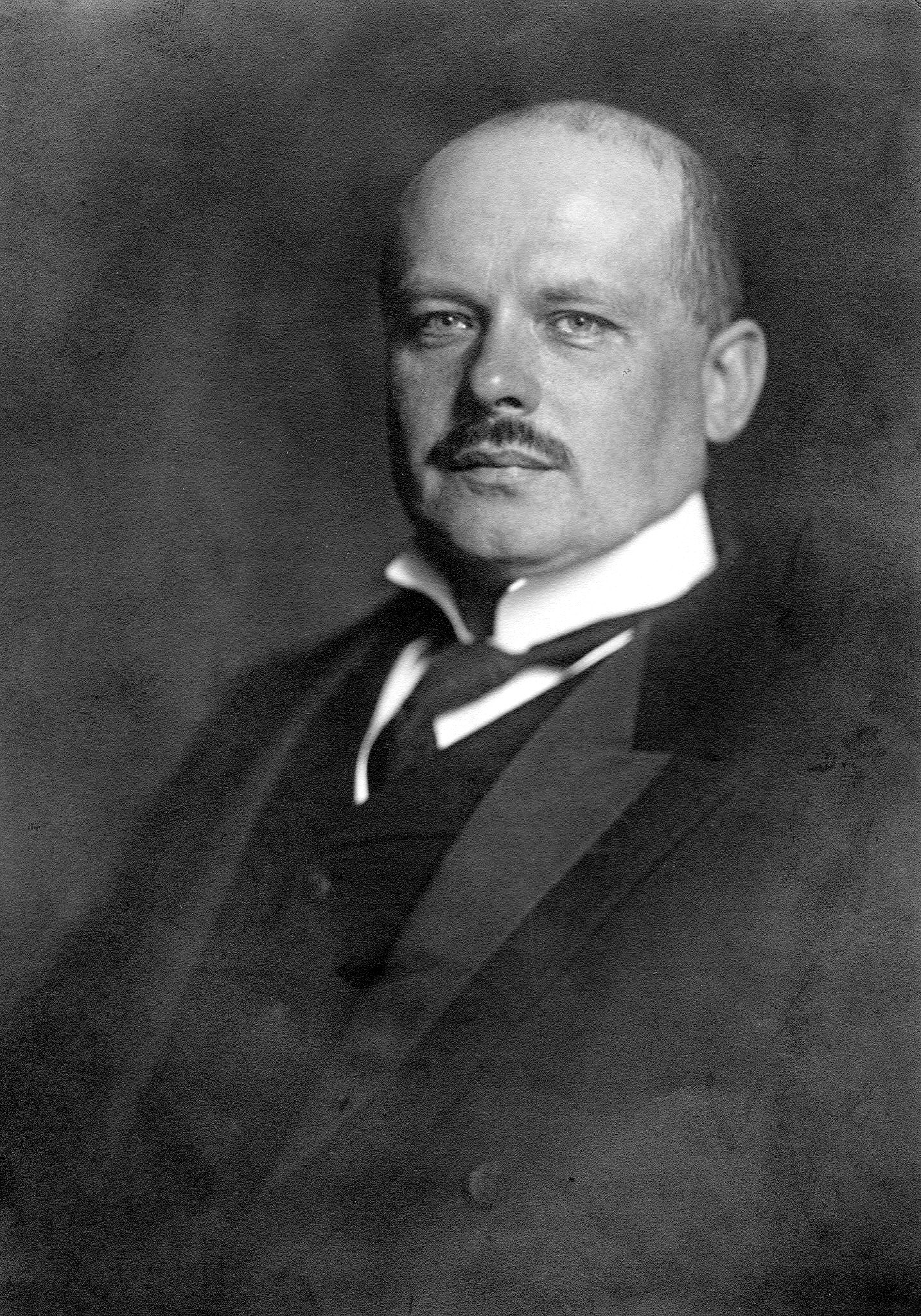
Adolf von Batocki, 1914

Adolf Tortilowicz von Batocki-Friebe (* 31. Juli 1868 auf Schloss Bledau bei Cranz, Landkreis Königsberg i. Pr.; † 22. Mai 1944 auf Gut Wosegau bei Cranz) war ein deutscher Großgrundbesitzer und Politiker in Ostpreußen. Als Verwaltungsjurist war er zweimal Oberpräsident und 1916/17 Präsident des Kriegssernährungsamts. Nach dem Krieg galt er als „Vater des Landes“. Er war Rechtsritter des Johanniterordens und saß ab 1910 im Preußischen Herrenhaus.

## Leben
Tortilowicz von Batocki-Friebe entstammte einem in Preußisch Litauen beheimateten Geschlecht und war der älteste Sohn von Otto Tortilowicz von Batocki-Friebe (1835–1890), geboren als Otto Gerth, königlich preußischer Kammerherr und Fideikommissherr auf Schloss Bledau, der 1857 in den preußischen Adelsstand erhoben worden war, und dessen Ehefrau Fanny geb. Gräfin von Keyserlingk (1841–1919). Sein jüngster Bruder war Hugo Tortilowicz von Batocki-Friebe, Landrat im Kreis Tuchel.

### Schulzeit und Studium
Am Königsberger Collegium Fridericianum machte Batocki das beste Abitur seit der dortigen Einführung der Reifeprüfung. Danach begann er an der Rheinischen Friedrich-Wilhelms-Universität in Bonn Rechtswissenschaft zu studieren. 1886 wurde er im Corps Borussia Bonn aktiv. Als Inaktiver wechselte er an die Kaiser-Wilhelms-Universität in Straßburg und danach an die heimatliche Albertus-Universität Königsberg.

### Staatsdienst
Nach dem Studium trat er in den preußischen Justiz- und Verwaltungsdienst. Er wurde 1889 Gerichtsreferendar im oberschlesischen Falkenberg, kehrte aber schon bald nach Königsberg i. Pr. zurück, wo er 1892 Regierungsreferendar und 1895 Regierungsassessor wurde. Anschließend bewirtschaftete er das väterliche Schloss und Gut Bledau. Von 1900 bis 1907 war er Landrat des Kreises Königsberg. 1907 wählte ihn die Landwirtschaftskammer Ostpreußen zum Vorsitzenden (bis 1914). Er saß im Deutschen Landwirtschaftsrat, im Landesökonomie-Kollegium und ab 1909 in der Immediatkommission für die Verwaltungsreform.

### Erster Weltkrieg
Im Oktober 1914 wurde er zum Oberpräsidenten von Ostpreußen ernannt. Nach der Zurückschlagung des russischen Offensive auf Ostpreußen im Sommer 1914 durch die 8. Armee unter Paul von Hindenburg war Batocki maßgeblich am Wiederaufbau der Provinz beteiligt. Aufgrund seiner Leistungen auf diesem Gebiet wurde Batocki 1916 von Kanzler Theobald von Bethmann Hollweg als erster Präsident (Staatssekretär) des neugebildeten Kriegsernährungsamts vorgeschlagen. Seine Arbeit in dieser Behörde, die bis August 1917 andauerte, brachte Batocki den Ruf eines Ernährungsdiktators ein. Zu seinen Mitarbeitern in dieser Behörde gehörte unter anderem der spätere Reichskanzler Wilhelm Cuno. Als er im August 1917 als Major der Reserve in den Gebirgskrieg 1915–1918 zog, folgte ihm Wilhelm von Waldow als Präsident des Kriegsernährungsamts. Bis Januar 1918 war Batocki deutscher Gouverneur von Udine in Friaul-Julisch Venetien. Im Januar 1918 kehrte Batocki in sein früheres Oberpräsidentenamt zurück. Aus Protest gegen den Friedensvertrag von Versailles trat er im Juni 1919 zurück. Zu Batockis Mitarbeitern zählte unter anderem der spätere Reichsinnenminister Wilhelm Freiherr von Gayl, der unter Batocki die Abteilung für Heimatschutz leitete. Mitte April 1918 wurde er qua Amt Kurator der Albertus-Universität und Mitglied der Sozialisierungskommission.

### Weimarer Republik

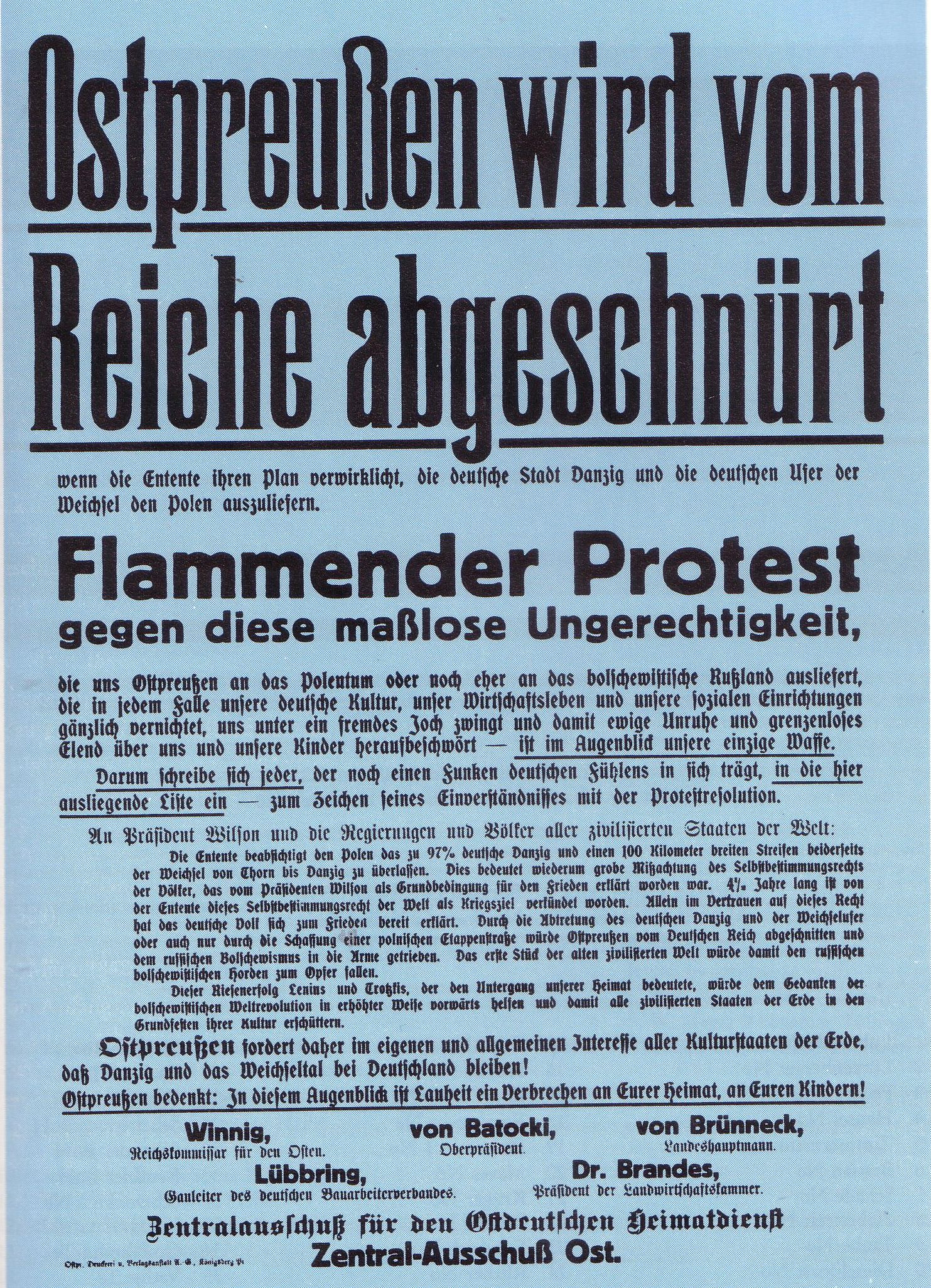
Flugblatt: „Ostpreußen wird vom Reiche abgeschnürt“ (1919)

Nach der Novemberrevolution schlug er im Dezember 1918 den Oststaat-Plan vor. Danach sollten Westpreußen, Ostpreußen und der Netzedistrikt zu einem vorübergehend unabhängigen Staat zusammengefasst werden. Er verwaltete ab Mitte 1919 die eigenen Güter und machte landwirtschaftliche Versuche. 1919 wurde er für die DNVP in den Provinziallandtag der Provinz Ostpreußen gewählt. 1921 war er Reichskommissar zur Ausführung von Aufbauarbeiten in den zerstörten Gebieten. Außerdem war er Gründungsmitglied des Instituts für ostdeutsche Wirtschaft und Mitglied des Verwaltungsrats der Deutschen Reichsbahn und zahlreicher Aufsichtsräte. 1928 wurde Batocki zum Honorarprofessor der Philosophischen Fakultät der Albertus-Universität und erneut zum Kurator der Universität ernannt. In den 1920er Jahren wurde er Mitglied des Bundes der Erneuerung wirtschaftlicher Sitten und Verantwortung. Vor der Reichspräsidentenwahl 1932 setzte Batocki sich öffentlich für die Wiederwahl von Paul von Hindenburg ein. Hindenburgs Staatssekretär Otto Meissner gab später in seinen Memoiren an, dass Batocki mit anderen Großagrariern wie Elard von Oldenburg-Januschau und Hansjoachim von Rohr-Demmin Hindenburgs Aufenthalte auf seinem Gut Neudeck in Ostpreußen dazu genutzt hätten, Hindenburg im Rahmen privater Besuche gegen die Agrarpolitik der Regierung Brüning einzunehmen. So hätten sie maßgeblich zur Entscheidung Hindenburgs beigetragen, Heinrich Brüning das Vertrauen als Kanzler zu entziehen und dadurch die Regierung Brüning zu stürzen. Walter Görlitz gibt demgegenüber an, dass Batocki an einer solchen Aktion nicht beteiligt gewesen sein könne, weil er im Mai 1932 nicht auf Gut Neudeck gewesen sei. Marion Gräfin Dönhoff teilt diese Position. Herbert Hömig widerspricht dieser Behauptung Meissners ebenfalls und beschreibt Batocki in seiner Brüning-Biographie als Befürworter von Brünings Agrarpolitik.

### Bledau
Batocki hatte 1890 von seinem Vater das Majorat Bledau geerbt, das auch die Güter Wosegau, Nuskern und Wiskiauten umfasste. Vor dem Ersten Weltkrieg stellte er das Bledauer Schloss für die Unterbringung von Studenten der Königsberger Universität zur Verfügung, die sich eine private Bleibe nicht leisten konnten. Er selbst zog mit seiner Familie in ein kleineres Haus im nahen Wosegau. Bledau brannte zu Batockis Zeiten zweimal ab und wurde 1921 in seinem Auftrag durch den Architekten Friedrich Franz Graf von Hochberg (1875–1954) im Stil des Neobarock neu aufgebaut. Das Schloss ist erhalten und dient im heutigen Sosnowka als Schule und Internat für gehörlose Kinder.

### Familie
Batocki heiratete am 4. März 1898 auf Gut Kilgis (Kreis Preußisch Eylau) die Gräfin Paula von Kalnein (* 14. November 1871 in Straßburg; † 2. Februar 1966 in Wiesbaden), Tochter des königlich preußischen Kammerherrn und Rittmeisters Karl Graf von Kalnein, Obermarschall im Königreich Preußen und Fideikommissherr auf Gut Kilgis, und dessen Ehefrau Ada geb. Gräfin zu Eulenburg zu Liebenberg.
Das Ehepaar Adolf und Paula von Batocki hatte vier Kinder:
- Otto (1899–1918), gefallen als Leutnant im 1. Garde-Regiment zu Fuß
- Ada (* 1900), Besitzerin des Gutes Wosegau ⚭ 1926 Johannes-Hugo von Brandt, Besitzer des Gutes Pellen, als Hauptmann d. R. in sowjetischer Kriegsgefangenschaft umgekommen
- Adolf (1903–1944), gefallen als Oberleutnant d. R., Besitzer des Schlosses Bledau ⚭ 1929 Christa von Restorff, Tochter des Horst von Restorff und dessen Ehefrau Herta geb. von der Osten aus dem Hause Jennewitz
- Friedrich-Wilhelm (1907–2000), Zögling[13] an der Ritterakademie Brandenburg, Besitzer des Gutes Wiskiauten, Rechtsanwalt, Vorstandsmitglied der Herdbuch-Gesellschaft ⚭ 1936 Edith Jonas

## Ehrungen
- Wirklicher Geheimer Rat, Exzellenz (10. August 1916)
- Ehrendoktor der Albertus-Universität
- Honorarprofessor an der Albertus-Universität (1928)
- Ehrenbürger der Albertus-Universität
- Senator der Deutschen Akademie
- Eisernes Kreuz II. und I. Klasse
- Militärverdienstkreuz (Österreich) 3. Klasse
- Königlicher Kronen-Orden (Preußen) 1. Klasse

## Schriften
- Ostpreussens Vergangenheit, Gegenwart und Zukunft, 1915.
- mit Karl Thieß: Die Preisbildung im Kriege 1916.
- mit Paul Burg: Ostpreußen in Harren und Krieg, in Sturz und Sieg, 1916.
- mit Rudolf Johannes Gerschmann: Russisch als Pflichtfach an höheren Schulen der Ostprovinzen, 1918.
- Vom Kampfe um das Geschick Ostpreußens, 1919.
- Warenpreis und Geldwert im Kriege, 1919.
- Wie kann die innere Siedlung und Bodenausnutzung schnell und wirksam [...], 1919.
- Umstellung der Landwirtschaft, 1920.
- Ostpreussens wirtschaftliche Lage vor und nach dem Weltkriege, 1920.
- Schluss mit Kriegszwangswirtschaft! 1921.
- mit Werner Friedrich Bruck und Heinrich von Friedberg: Staatsreferendar und Staatsassessor, 1927.
- Preussen, der Kern der deutschen Verfassungsfrage, 1928.
- mit Gerhard Schack: Bevölkerung und Wirtschaft in Ostpreussen, 1929.
- Bedeutung und Umfang der Meliorationen in Deutschland, 1931.
- mit Otto Heinemann und Kurt Stüwe: Die Bedeutung landwirtschaftlicher Meliorationen in Ostpreußen im Rahmen eines allgemeinen Arbeitsbeschaffungs-Programms, Königsberg 1933.

## Weitere Literatur
- Acta Borussica, Band 9 (1900–1909) (PDF-Datei; 2,74 MB)
- Acta Borussica, Band 10 (1909–1918) (PDF-Datei; 2,74 MB)
- Dieter Stüttgen: Die preussische Verwaltung des Regierungsbezirks Gumbinnen, 1871–1920, in: Studien zur Geschichte Preußens 30, (Zugleich: Bonn, Univ., Diss., 1979), Grote, Berlin 1980, S. 38–40. ISBN 3-7745-6446-9.

## Sekundärliteratur
- Manfred Klein: Die Gemeinde Wosegau, in: Unser schönes Samland. Samländischer Heimatbrief der Kreise Fischhausen und Landkreis Königsberg/Pr., Hrsg. Kreisgemeinschaft Fischhausen e. V. und Landkreis Königsberg (Pr) e. V. Schipplick + Winkler, Lübeck 2011, S. 13/14. ISSN 2747-6006
- Marion Gräfin Dönhoff: Kindheit in Ostpreußen. btb, München 1998, S. 47 ff. ISBN 3-442-72265-9.